# Barbara Sułek-Kowalska
Barbara Sułek-Kowalska (ur. w 1951 w Słupsku) – polska dziennikarka, publicystka i nauczyciel akademicki.

## Życiorys
Pracowała w tygodniku "ITD", "Tygodniku Gdańskim", "Tygodniku Solidarność", prasie katolickiej i podziemnej. Przez wiele lat była sekretarzem Edmunda J. Osmańczyka. W 1987 r. była pomysłodawczynią pierwszej od 1945 r. gazety parafialnej - wydawanego do dziś na warszawskim Ursynowie pisma "Wiadomości Parafialne. Pismo Dekanatu Ursynowskiego". Wieloletnia dziennikarka "Tygodnika Solidarność".
Obecnie wykładowczyni dziennikarstwa - pracownik Zakładu Praktyki Dziennikarskiej Instytutu Dziennikarstwa Uniwersytetu Warszawskiego, gdzie prowadzi zajęcia z warsztatu dziennikarskiego: informacji prasowej, specjalizacji prasowej oraz seminarium warsztatowe i dyplomowe z reportażu. Była wielokrotnie jurorem konkursów dla niezależnych gazet lokalnych Fundacji IDEE (Institute for Democracy in Eastern Europe). W 2001 r. była doradcą Prezesa Rady Ministrów. Współpracowała z polskim oddziałem Katolickiego Biura Informacji i Inicjatyw Europejskich OCIPE.
Od września 2005 r. do marca 2020 r. była  sekretarzem redakcji katolickiego tygodnika "Idziemy", należącego do diecezji warszawsko-praskiej (do marca 2020). . W  latach 2020-2023 publicystka internetowego Tygodnika TVP 
Jest m.in. członkiem Rady Fundacji Towarzystwo Demokratyczne Wschód, członkiem Rady Fundacji Jacka Maziarskiego  oraz Komitetu ds. Dialogu z Judaizmem Rady ds. Dialogu Religijnego, działającej w strukturze Konferencji Episkopatu Polski. Współtworzyła Polską Radę Chrześcijan i Żydów, odeszła z Polskiej Rady Chrześcijan i Żydów w lipcu 2013 roku.

## Życie prywatne
Mieszka w Warszawie. Mężatka, troje dzieci.

## Odznaczenia
- Krzyż Kawalerski Orderu Odrodzenia Polski – 2025[1]
- Złoty Krzyż Zasługi – 2006[2]

## Nagrody
- Nagroda Stowarzyszenia Dziennikarzy Polskich (1993 i 2024)

## Publikacje
- Współautorka Poradnika dla dziennikarzy i wydawców gazet lokalnych (red. Anna Hejman, t. 1-3, wyd. Instytut na rzecz Demokracji w Europie Wschodniej 1997-1998, ISBN 83-908456-0-1
- O warsztacie dziennikarskim (pod red. Janusza Adamowskiego, Wydział Dziennikarstwa i Nauk Politycznych Uniwersytetu Warszawskiego - Oficyna Wydawnicza Aspra-Jr 2002, ISBN 83-88766-57-0)
- Podstawy warsztatu dziennikarskiego (Wydawnictwo Skorpion, Warszawa 2012, ISBN 83-86466-48-0).
- "Alfabet Solidarności" współautorka,  Instytut Dziedzictwa Solidarności 2021 cz. I, ISBN 978-83-957269-5-8
- 2024 cz. 2 , ISBN 978-83-969326-9-3